# Stichting Vrienden der Geldersche Kasteelen
De Vrienden der Geldersche Kasteelen is een stichting voor behoud en beheer van in Gelderland aanwezige kastelen, kasteelruïnes en historische landhuizen, met alles wat daar bijhoort zoals inventarissen, tuinen, erven en opstallen. De stichting heeft een gezamenlijke personele organisatie met de stichting Het Geldersch Landschap. 

De kastelen Doorwerth, Zijpendaal, Cannenburch, Verwolde, Ammersoyen, Hernen en Rosendael zijn hierdoor opengesteld voor publiek.
De stichting werd in het begin van de Tweede Wereldoorlog, in 1940 opgericht en heeft veel bijgedragen tot het behoud van kastelen en landgoederen. Veel landgoederen werden in de loop der jaren door hun eigenaren aan de stichting geschonken of in erfpacht gegeven en werden daardoor gemeenschappelijk bezit. 
In 2015 vierde de stichting haar 75-jarig bestaan. De feestelijke start werd ingeluid op 2 april bij de officiële opening van Hernen 1544. De wens van de laatste eigenaar van kasteel Hernen om het kasteel als monument in de toekomst te behouden was in 1940 aanleiding tot de oprichting van de stichting.

## Publicaties
- Mooi Gelderland: handboek Geldersch Landschap, Geldersche Kasteelen ; onder redactie van Ciska van der Genugten, Jorien Jas, Hanneke van den Ancker; uitgegeven door Stichting Vrienden der Geldersche Kasteelen in samenwerking met de Stichting Het Geldersch Landschap (2003); ISBN 9066113693
- Kasteelen in Gelderland; onder redactie van Vrienden de Geldersche Kasteelen; uitgegeven door S. Gouda Quint-D. Brouwer en zoon (1948)

## Fotogalerij

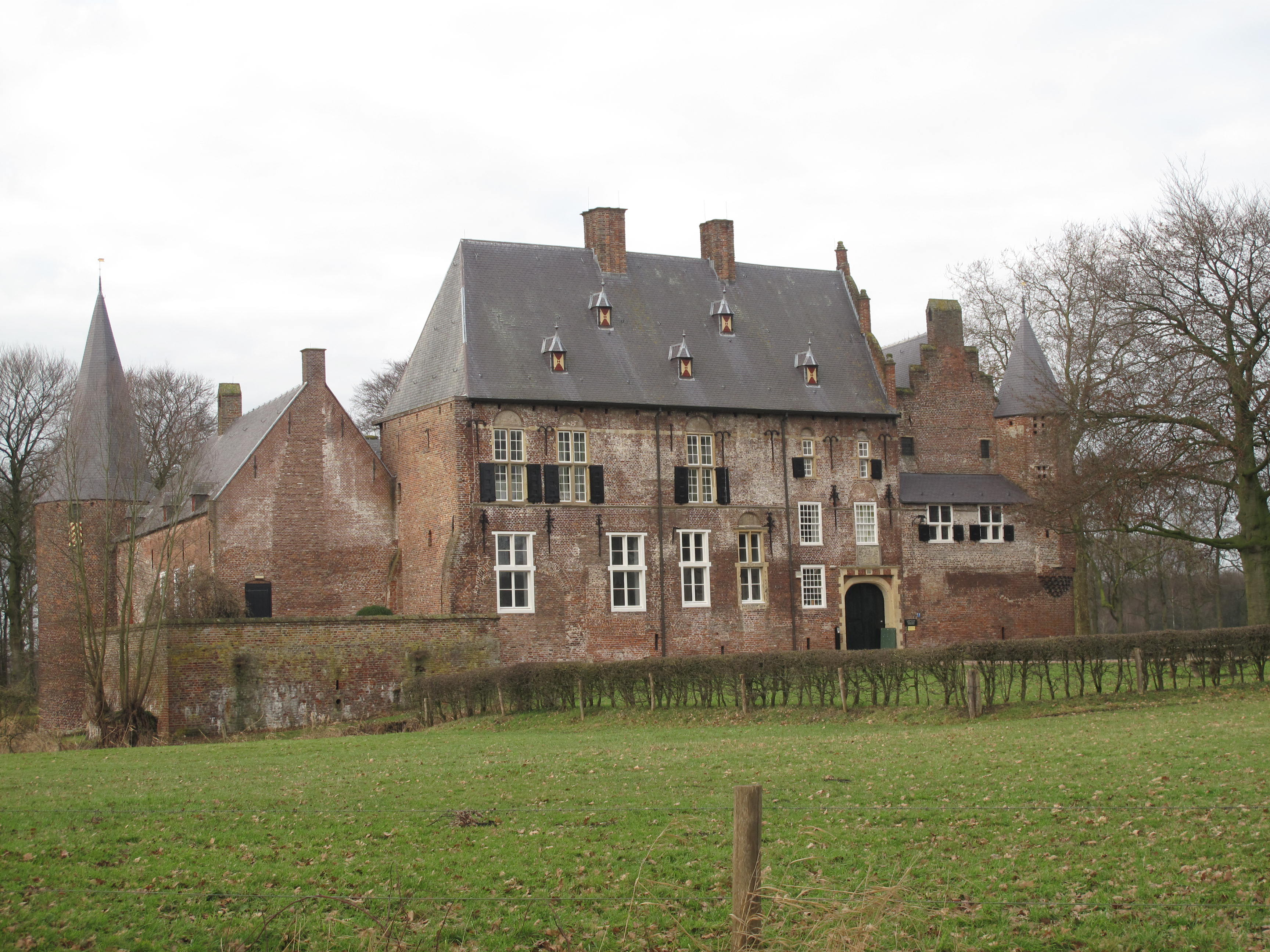
Kasteel Hernen, het eerste bezit van GL&K
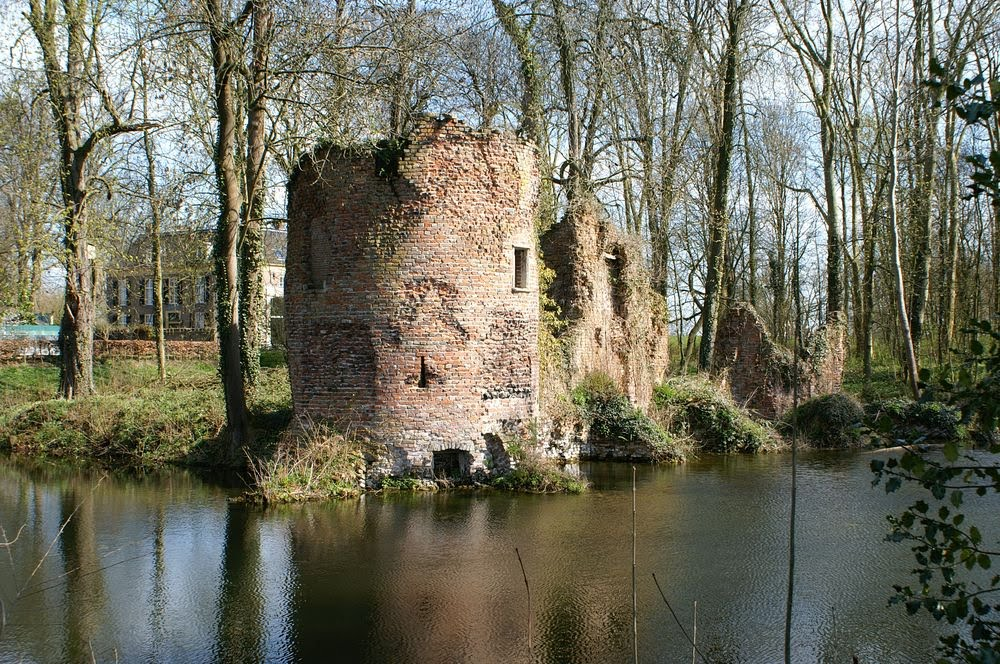
Kasteelruïne te Brakel (bij Zaltbommel) bezit GL&K sinds 1972
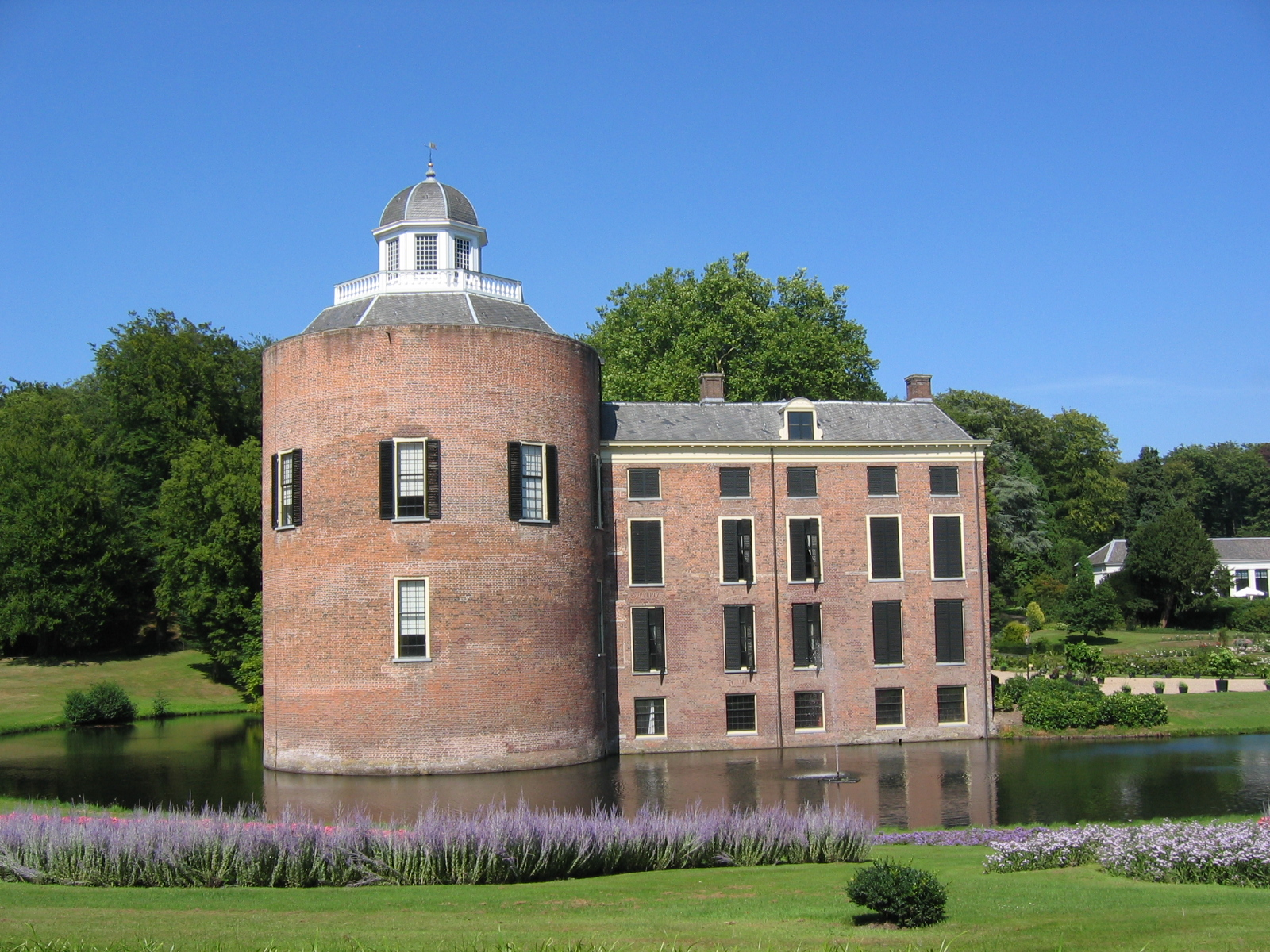
Kasteel Rosendael bezit GL&K sinds 1977
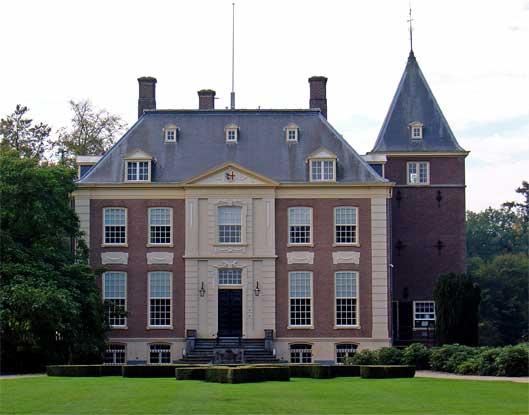
Huis Verolde bezit GL&K sinds 1977
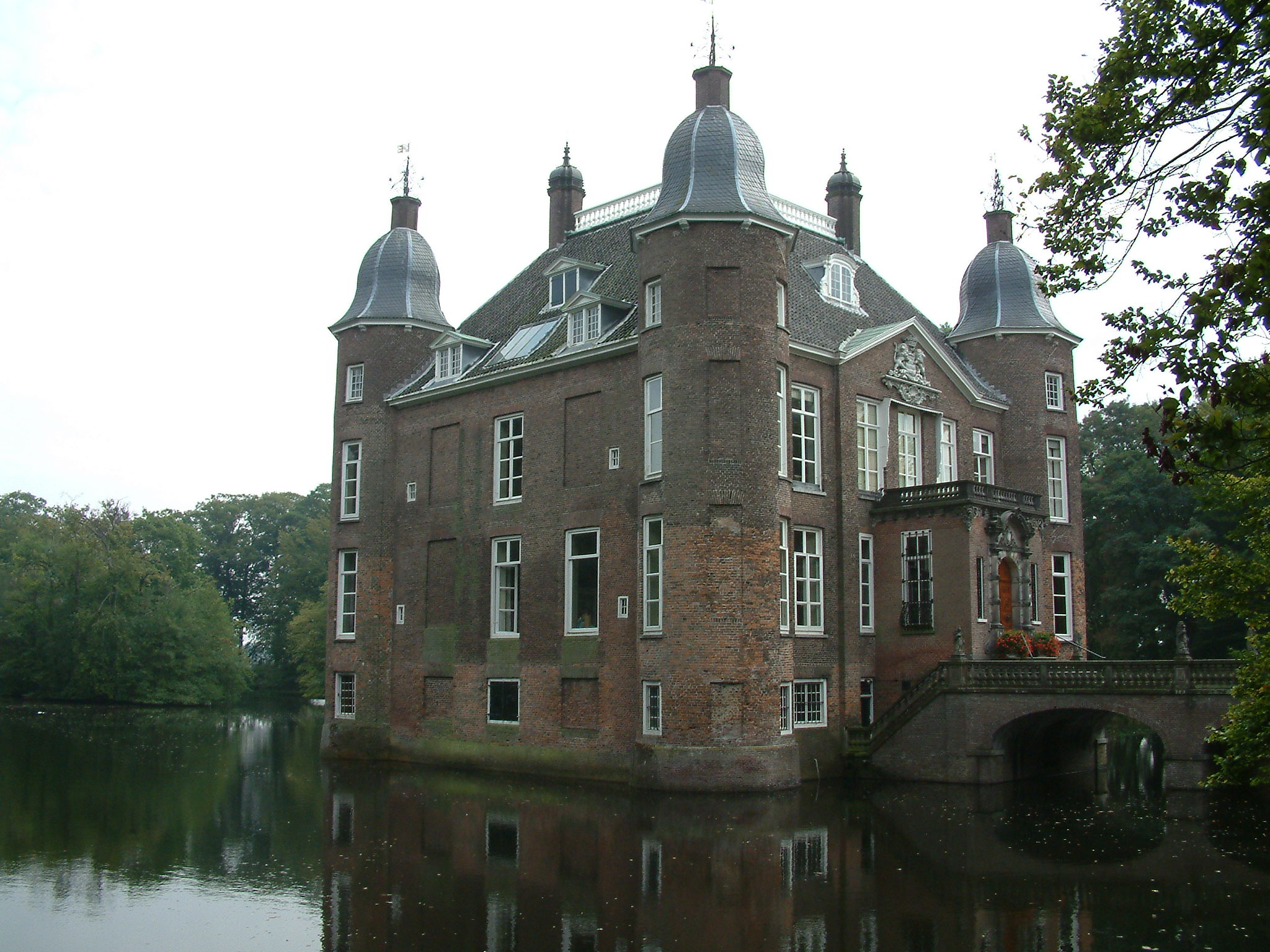
Kasteel Biljoen bezit GL&K sinds 2009
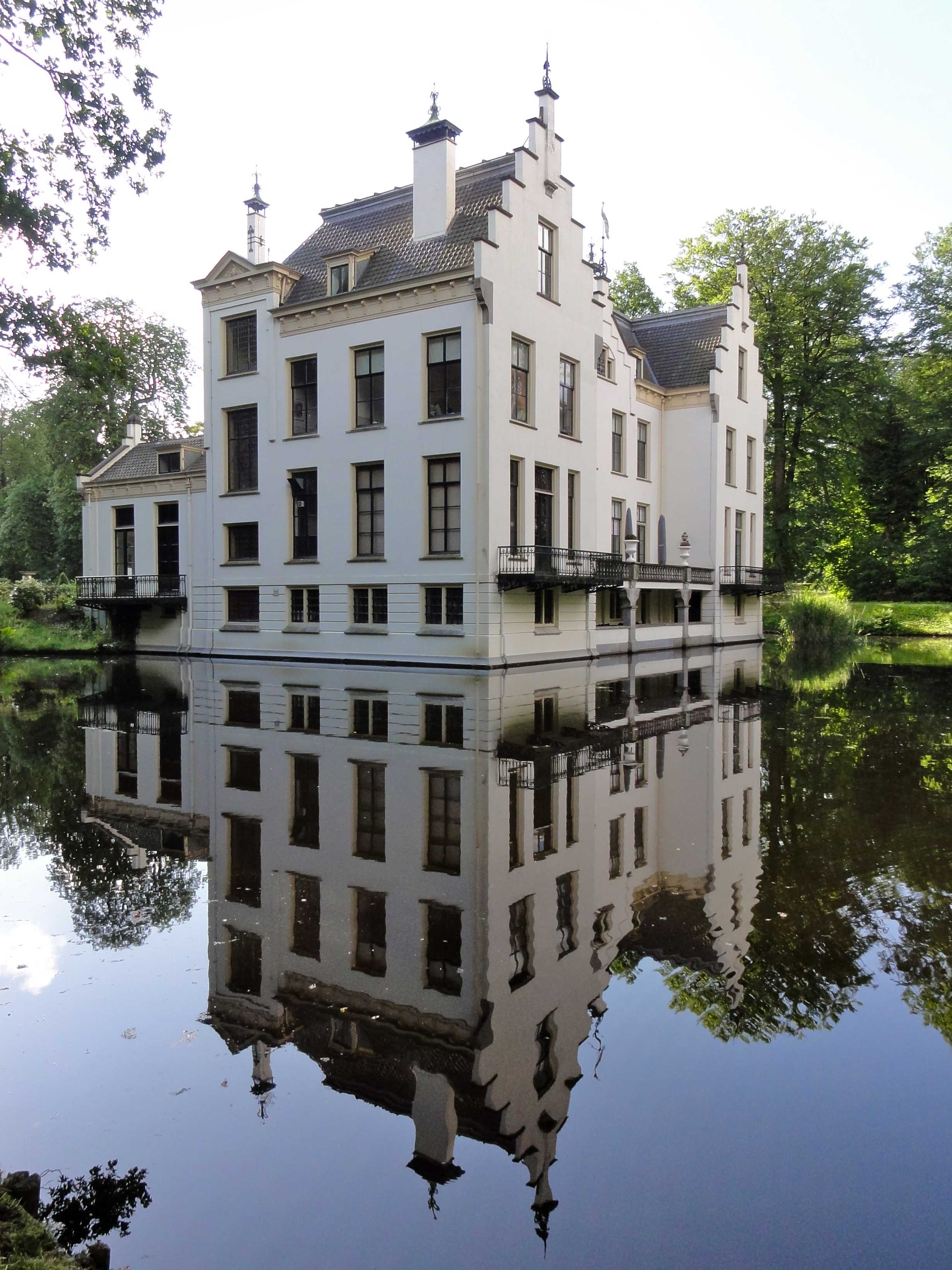
Landgoed Staverden bezit GL&K sinds 2016